# Zhu Xueying
Dans ce nom chinois, le nom de famille, Zhu, précède le nom personnel.
Pour les articles homonymes, voir Zhu.
Zhu Xueying (en chinois : 朱雪莹), née le 2 mars 1998 à Pékin (Chine), est une trampoliniste chinoise. Elle est sacrée championne olympique au trampoline féminin aux Jeux olympiques d'été de 2020.

## Carrière
Elle est médaillée d'or en individuel aux Jeux olympiques de la jeunesse de 2014 à Nankin.
En 2018, elle est médaillée d'argent en individuel et médaillée d'or par équipe aux Championnats du monde à Saint-Pétersbourg, un an après réalisé un doublé d'or aux Mondiaux 2017, en synchronisé et par équipe.
Zhu Xueyong remporte l'or olympique en trampoline avec un score de 56,635 points aux Jeux olympiques d'été de 2020 devant sa compatriote Liu Lingling et la Britannique Bryony Page.
Elle est médaillée d'or par équipes aux Championnats du monde de trampoline 2022 à Sofia.
Elle est médaillée d'or par équipes et médaillée d'argent en individuel aux Championnats du monde de trampoline 2023 à Birmingham.
Elle finira quatrième après une moins bonne performance aux Jeux olympiques d'été 2024 à Paris en individuel .